# 七久保駅
七久保駅（ななくぼえき）は、長野県上伊那郡飯島町七久保にある、東海旅客鉄道（JR東海）飯田線の駅である。

## 歴史
- 1918年（大正7年）
  - 7月23日：伊那電車軌道（1919年に伊那電気鉄道に改称）飯島駅 - 当駅間延伸時に終着駅として開設[1][2][3]。一般駅。
  - 12月12日：伊那電車軌道が高遠原停留場（現・高遠原駅）まで延伸し、途中駅となる[3]。
- 1943年（昭和18年）8月1日：伊那電気鉄道線が飯田線の一部として国有化、鉄道省（後の日本国有鉄道）の駅となる[2][4]。
- 1971年（昭和46年）12月1日：荷物・専用線発着を除く貨物取扱廃止[2]。
- 1987年（昭和62年）4月1日：国鉄分割民営化に伴い、JR東海・JR貨物の駅となる[2][5]。
- 1994年（平成6年）3月31日：無人駅化（但しJR貨物職員は配置）。
- 1996年（平成9年）3月16日：貨物列車設定廃止（書類上は3月22日[2]）。
- 2002年（平成14年）4月1日：JR貨物の駅（貨物取扱）が正式に廃止。

## 駅構造
単式ホーム1面1線と島式ホーム1面2線、計2面3線を有し列車交換可能な地上駅。駅舎側1番線に下り列車が、2番線に上り列車が停車する。3番線は待避線として使用されるが、2021年3月ダイヤ改正では定期旅客列車発着が設定されていない。
2024年10月に3番線は使用が停止。11月にはレールが全て撤去された。また3番線側は転落防止のフェンスが設置された。
ホーム間は、高遠原駅側の構内踏切で連絡している。伊那市駅管理の無人駅である。
1996年（平成8年）3月まで、駅南西にあった日本石油伊那油槽所へ至る専用線が分岐し、当駅には油槽所向け・汐見町駅発送の石油輸送用タンク車が週に数回2両程度到着していたが、油槽所閉鎖に伴い廃止された。

## 駅舎の改築計画
ＪＲ東海は、老朽化のため七久保駅の駅舎を2025年8月頃に解体すると発表した。解体後は屋根がある簡単な待合室をＪＲ東海が建設し、地元自治体である飯島町がバリアフリー対応のトイレを建設するとしている。

### のりば
| 番線 | 路線           | 方向           | 行先             |
| ---- | -------------- | -------------- | ---------------- |
| 1    | CD 飯田線      | 下り           | 辰野方面         |
| 2    | CD 飯田線      | 上り           | 飯田・天竜峡方面 |
| 3    | （予備ホーム） | （予備ホーム） | （予備ホーム）   |

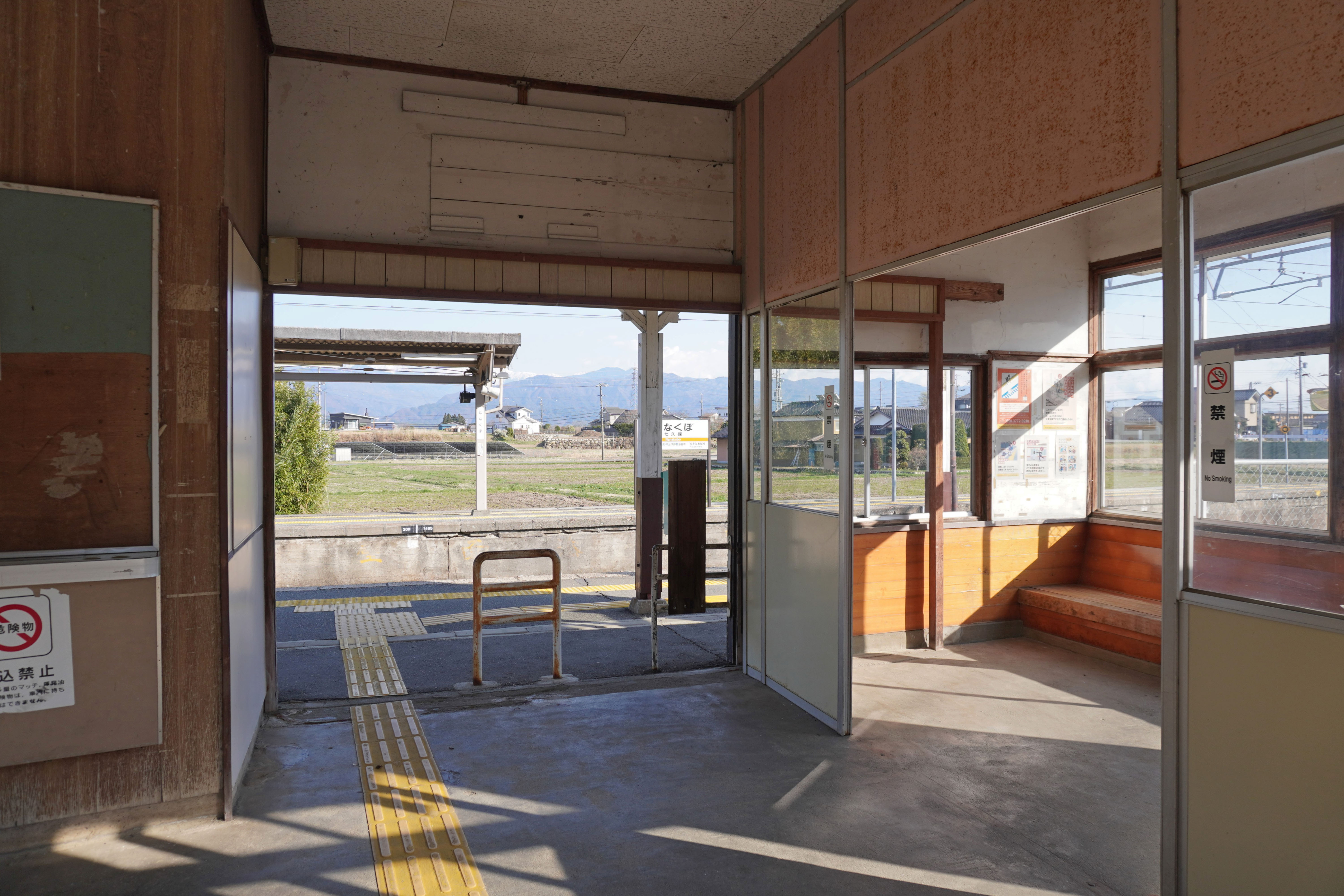
駅舎内（2023年4月）
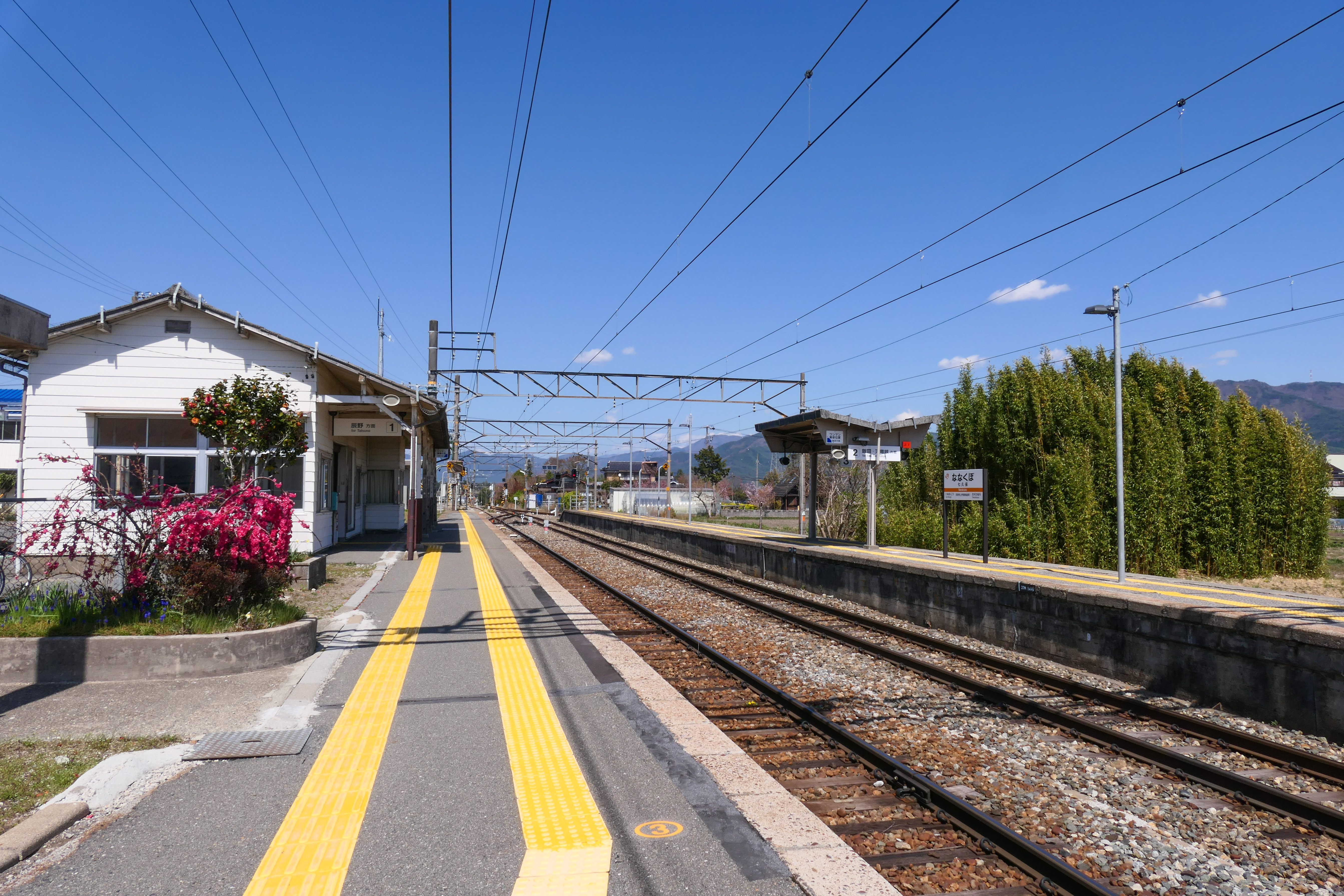
ホーム（2021年4月）
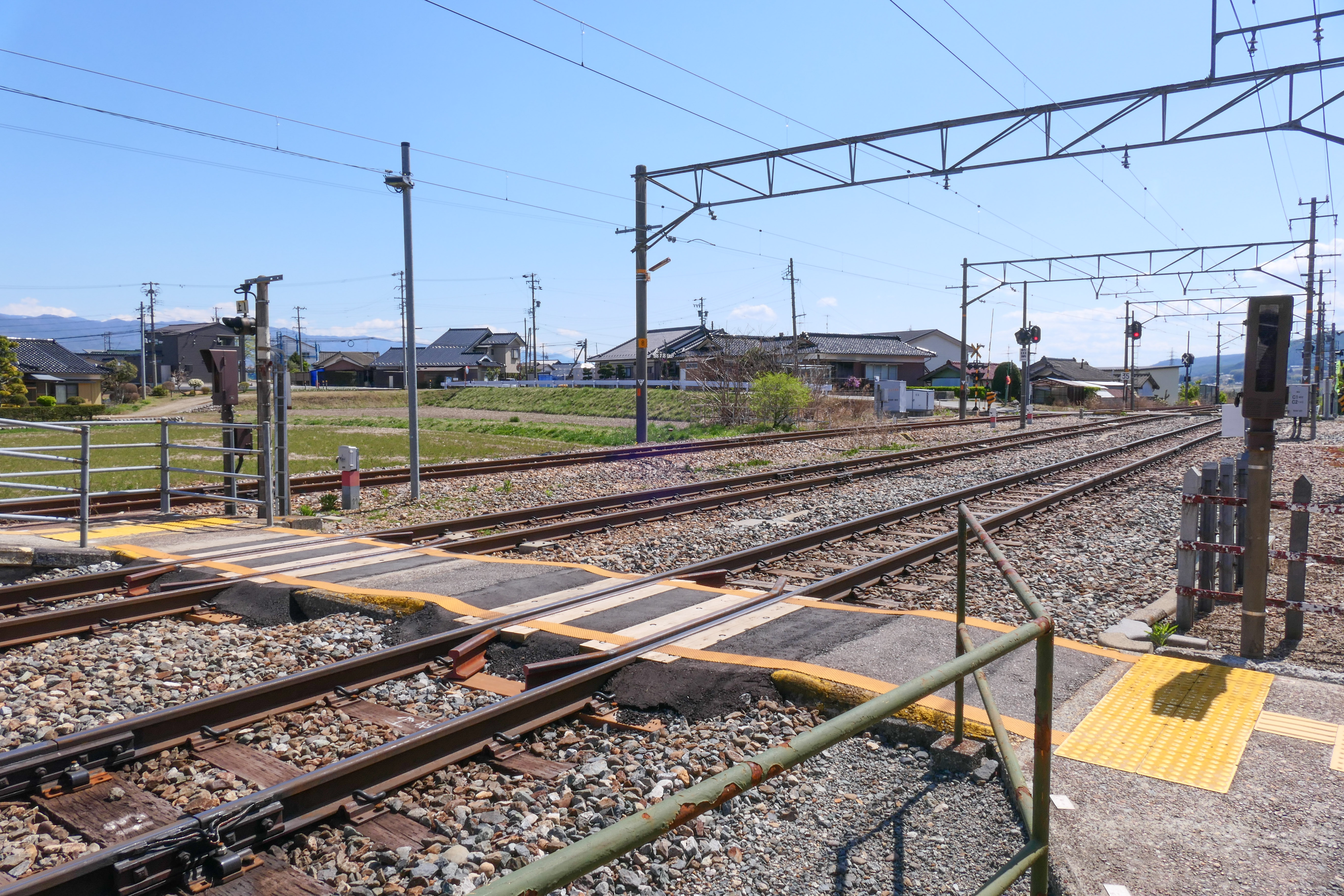
構内踏切（2021年4月）

## 利用状況
「長野県統計書」によると、1日平均乗車人員は以下の通り。
- 2007年度 - 251人[1]
- 2009年度 - 247人[1]
- 2010年度 - 234人
- 2011年度 - 213人
- 2012年度 - 213人
- 2013年度 - 199人
- 2014年度 - 171人
- 2015年度 - 166人
- 2016年度 - 159人[8]
- 2017年度 - 145人[9]
- 2018年度 - 143人[10]

## 駅周辺
雄大な中央アルプス（木曽山脈）がバックに望める駅として知られており、鉄道撮影の名所となっている。
- 七久保郵便局
- 県立公園 千人塚[1]
- 長野県道15号飯島飯田線
- 道の駅花の里いいじま[1]

## バス路線
飯島町いいちゃんバス
- 南部線（1日4往復：デマンド式）
  - 飯島駅方面／七久保地区方面

中川村営巡回バス
- 巡回東西線
- 午後バス北部線

## 隣の駅
東海旅客鉄道（JR東海）
CD 飯田線
■快速「みすず」
上片桐駅 - 七久保駅 - （上りのみ伊那本郷駅） - 飯島駅
■普通
高遠原駅 - 七久保駅 - 伊那本郷駅